# Roar Woldum
Roar Woldum (ur. 2 stycznia 1933 w Oslo, zm. 21 stycznia 2014 tamże) – norweski pływak, uczestnik Letnich Igrzysk Olimpijskich 1952 w Helsinkach.
Wystartował tam na dwóch dystansach w stylu dowolnym – na 1500 metrów i 400 metrów. W obu odpadł w wyścigach eliminacyjnych. Na dłuższym dystansie startował w szóstym wyścigu, gdzie zajął ostatnie, siódme miejsce z czasem 21:19,5. Natomiast na krótszym, także w szóstym wyścigu zajął czwarte miejsce, z czasem 5:14,4.
Wielokrotny mistrz Norwegii (także w piłce wodnej), rekordzista kraju.